# Ben Blair
Ben Austin Blair (Westport, 26 marzo 1979) è un rugbista a 15 neozelandese che milita attualmente negli Otago Highlanders.